# Dassault/Dornier Alpha Jet
Dassault/Dornier Alpha Jet je dvoumotorový lehký bojový a cvičný letoun určený pro pokračovací výcvik pilotů stíhacích letadel.
Alpha Jet je výsledkem francouzsko-německé spolupráce, konkrétně firem Dassault a Dornier, která reflektovala podobné požadavky vzdušných sil obou zemí. Jak francouzské, tak německé letectvo provozovaly Alpha Jet ve velkém počtu, nejprve jako cvičný letoun a poté se rozhodly použít ho jako platformu pro lehký bojový letoun. V důsledku vojenských omezení po skončení studené války se Německo rozhodlo v 90. letech svou flotilu Alpha Jetů vyřadit a mnoho z nich prodalo jiným vojenským i civilním uživatelům. Alpha Jet byl přijat do výzbroje několika leteckých sil po celém světě a také se u některých z těchto uživatelů dočkal bojového nasazení.

## Vývoj

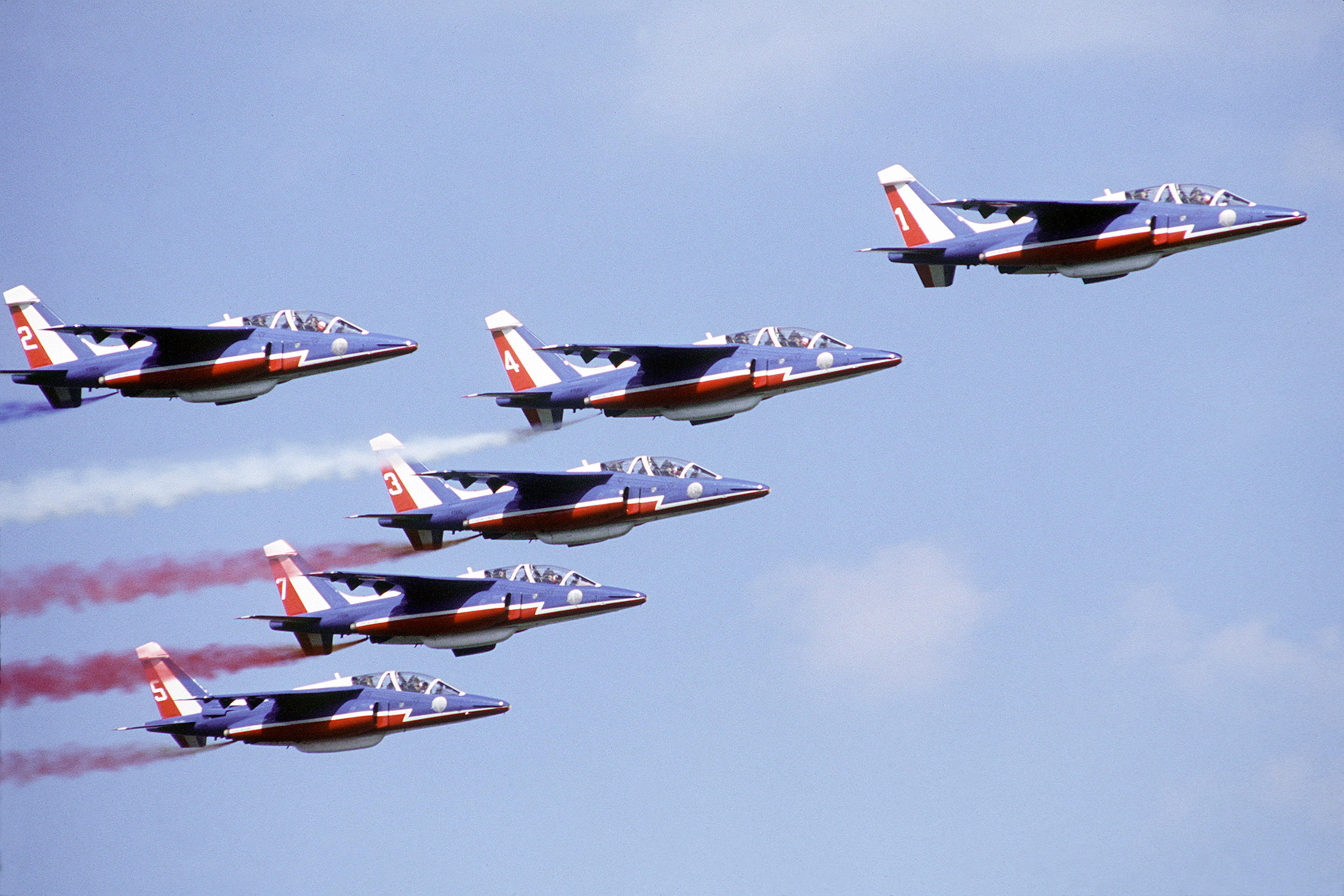
Šest francouzských Alpha Jetů skupiny Patrouille de France

Počátkem 60. let začaly Spojené království a Francie spolupracovat na vývoji nového nadzvukového bojového letadla, které mělo zároveň sloužit k výcviku pilotů. Výsledkem byl letoun SEPECAT Jaguar, který se nakonec dokonale osvědčil v roli bojového stroje. Původní požadavek Francie na cvičné letadlo se tak nenaplnil. Proto začala Francie rozvíjet spolupráci s tehdejším Západním Německem, které potřebovalo nahradit své zastaralé bojové stroje Fiat G.91. Technická specifikace nového stroje vznikla v roce 1968 a v červenci 1969 byla podepsána dohoda o společném vývoji a výrobě. Na základě dohody měla každá ze zemí zakoupit 200 strojů, přičemž výroba měla probíhat v obou státech. Výsledkem mělo být podzvukové letadlo, jehož pohon budou zajišťovat motory SNECMA-Turbomeca Larzac. Německo mělo negativní zkušenosti spojené s haváriemi svých jednomotorových letounů Lockheed F-104 Starfighter, proto hned od začátku prosazovalo koncept dvoumotorového letadla.
Své návrhy předložily tři skupiny výrobců:
- Dassault, Breguet a Dornier přišly se strojem "TA501", který byl vyvinut sloučením starších konceptů Breguet 126 a Dornier P.375,
- SNIAS a MBB předložily návrh letadla s označením "E.650 Eurotrainer"
- Skupina VFW-Fokker předložila koncept s názvem "VFT-291".

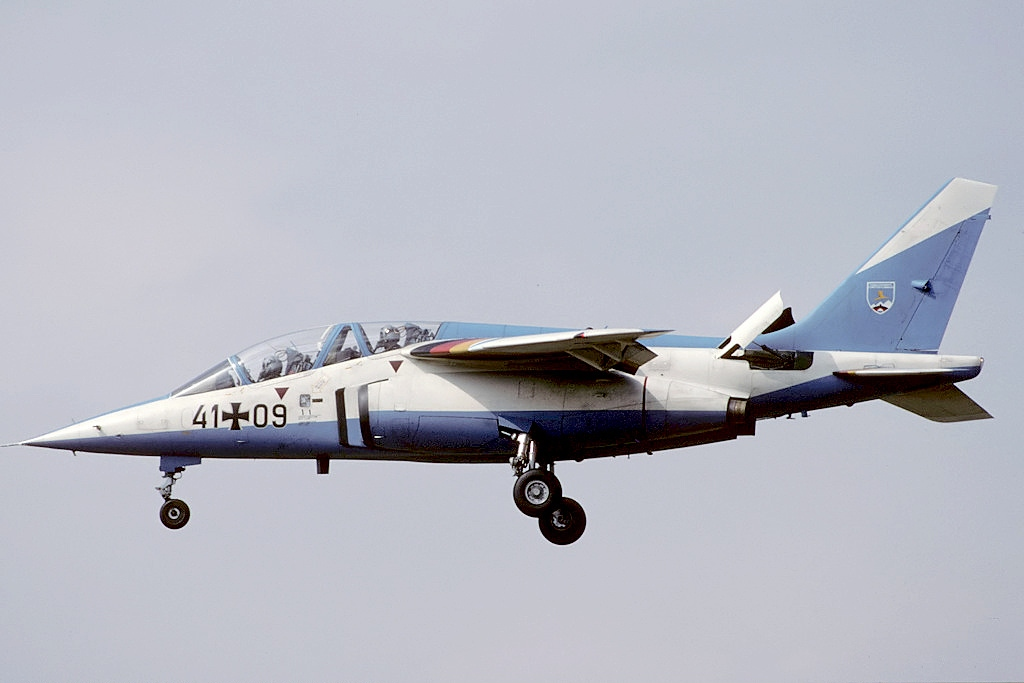
Přistávající německý Alpha Jet v RAF Fairford, Gloucestershire, Anglie, 1991

Vítězem soutěže se v červenci 1970 stal návrh TA501 od týmu Breguet-Dassault-Dornier. V roce 1971 byly společnosti Dassault a Breguet sloučeny do firmy Avions Marcel Dassault-Breguet Aviation, která dostala za úkol vyrobit dva prototypy nového letadla. Další dva prototypy postavil Dornier v Německu. Jako první se do vzduchu vznesl francouzský prototyp 26. října 1973 a jeho německý protějšek ho následoval o necelé tři měsíce později.
Ještě v září 1973 k programu přistoupila i Belgie, která pro své letectvo objednala 33 kusů letounu.
Sériová výroba byla rozdělena mezi společnosti Dassault, Dornier a belgickou SABCA, z nichž každá vyráběla část dílů letounu (Dassault: střední část trupu; Dornier: křídlo, zadní část trupu a ocasní plochy; SABCA: špici trupu a křídelní klapky) a současně provozovala montážní linku kompletující letouny ze subsestav dodávaných ostatními výrobci.
V květnu 1979 začalo Francouzské letectvo nahrazovat zastaralé T-33 Silver Star, Mystère IV a Fouga Magister novými Alpha Jet E (E jako École, tj. školní). Francie nakonec neobjednala 200 letadel jak se původně plánovalo. Snížila tento počet na 176 kusů a ty byly dodány do roku 1985.
Západní Německo nemělo zájem o letadla ve cvičné verzi. Preferovalo výcvik na amerických strojích, který němečtí piloti podstupovali na amerických základnách. Dodávky bojové verze Alpha Jet A (A jako Appui Tactique, tj. taktická podpora) začaly v roce 1978 a byly ukončeny o 5 let později. Luftwaffe objednala celkem 175 strojů.

## Konstrukce

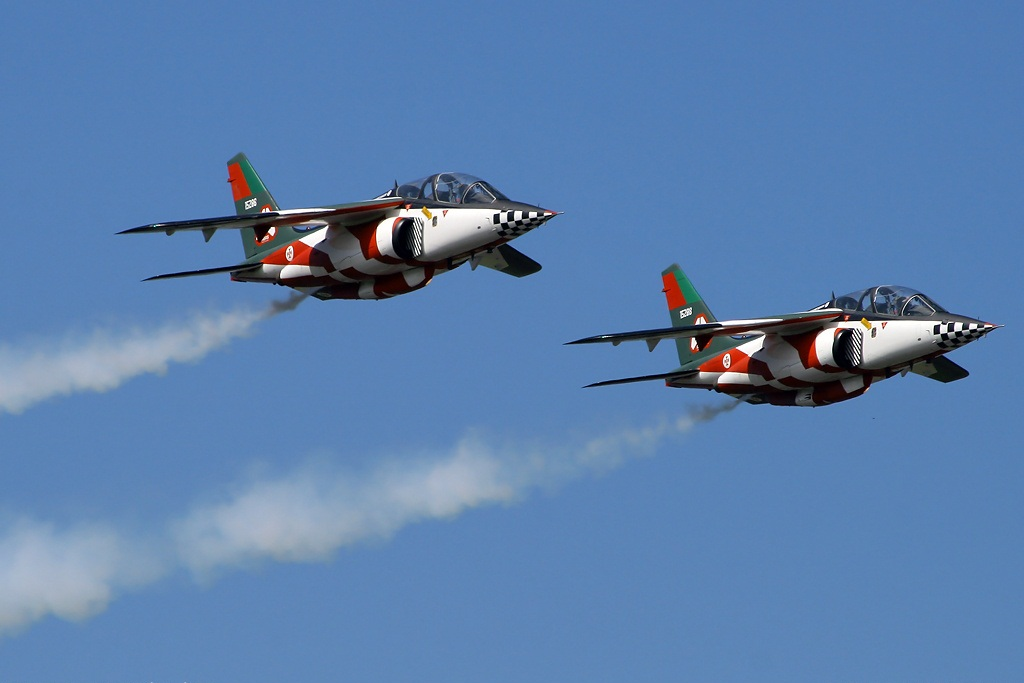
Pár Alpha Jetů A za letu

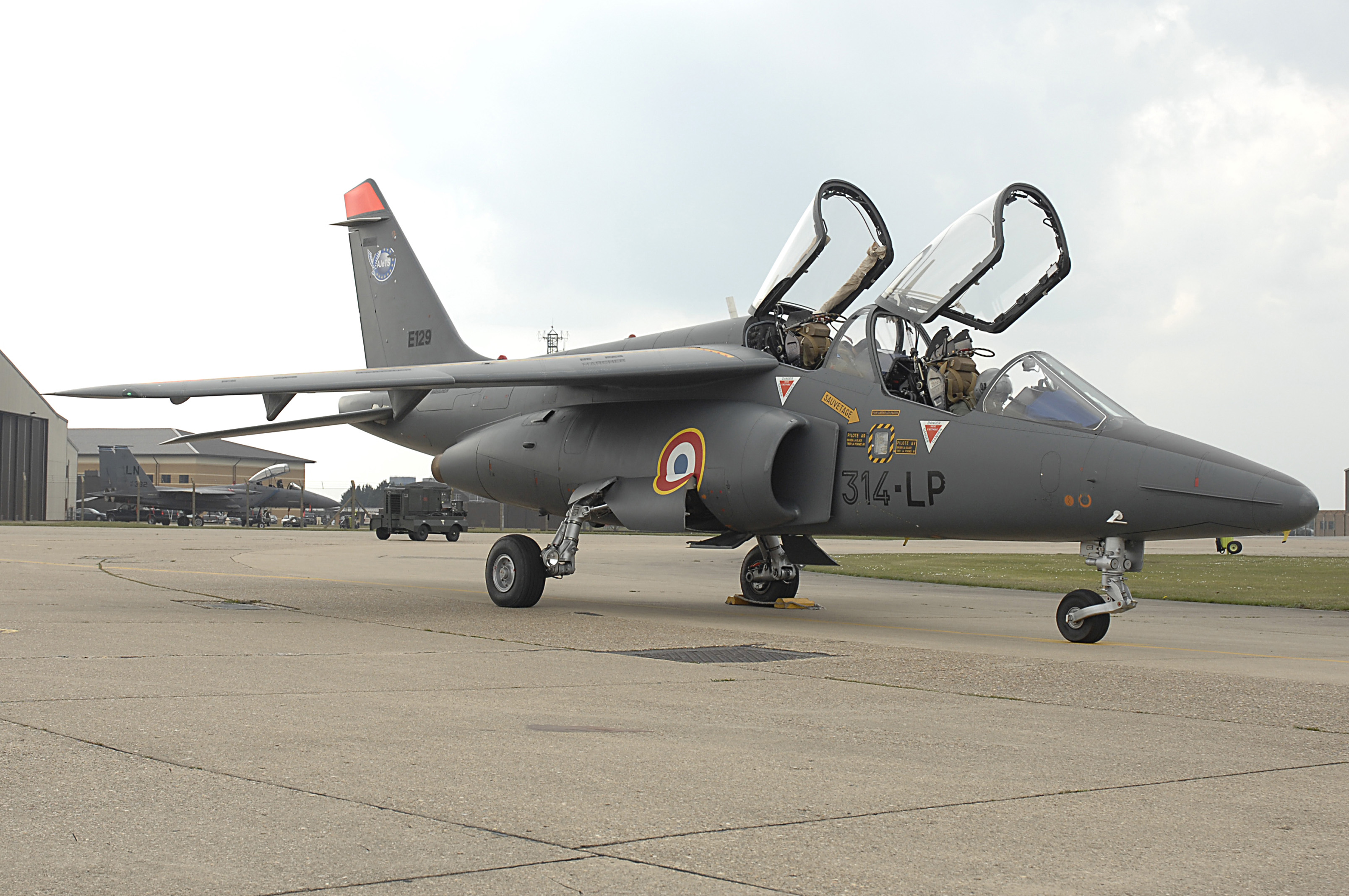
Alpha Jet E s otevřenými překryty kabiny

Alpha Jet je lehký hornoplošný letoun malých rozměrů. Na náběžné hraně křídel byl použit tzv. "psí zub", což je zářez, který zlepšuje aerodynamické vlastnosti letounu při vzletu a přistání. Křídla mají velké Fowlerovy klapky a po obou stranách trupu před ocasními plochami jsou brzdící štíty. Účinně zvyšují vztlak při přistání v malých rychlostech.
Tříbodový podvozek tvoří přední podvozková noha, která se zatahuje dozadu, zatímco nohy hlavního podvozku se zatahují do gondol motorů.
V gondolách ve spodní části trupu jsou umístěny dva proudové motory SNECMA Turbomeca Larzac 04-C5 o tahu 13,24 kN. Stroje Luftwaffe byly později modernizovány variantou Larzac 04-C20 o tahu 14,12 kN.
Kokpit má tandemové uspořádání sedadel a dva samostatné překryty. Zadní sedadlo se nachází ve vyšší poloze, což umožňuje instruktorovi mít směrem vpřed dobrý výhled. Francouzský Alpha Jet E byl vybaven vystřelovacími sedadly Martin Baker AJRM4, zatímco německý Alpha Jet A měl sedadla UPC/Stencel S-III-F3.
Francouzská letadla měla jen základní avionické vybavení, zatímco německé stroje disponovaly poměrně sofistikovaným navigačně-bojovým systémem. Ten se skládal z inerciálního navigačního systému Lear-Siegler, dopplerovského navigačního systému Litton a průhledového displeje Kaiser/VDO.
Obě provedení se mírně odlišují i vzhledem špičky trupu, která je u verze A ostře zašpičatělá, zatímco u varianty E má oblejší tvar. Obě varianty mají čtyři závěsné body pod křídlem a jeden v ose trupu, s celkovou nosností až 2 200 kg výzbroje. Podtrupový závěsník je primárně určen k nesení kontejneru s automatickým kanónem, buď DEFA ráže 30 mm či Mauser BK-27 ráže 27 mm.

## Varianty

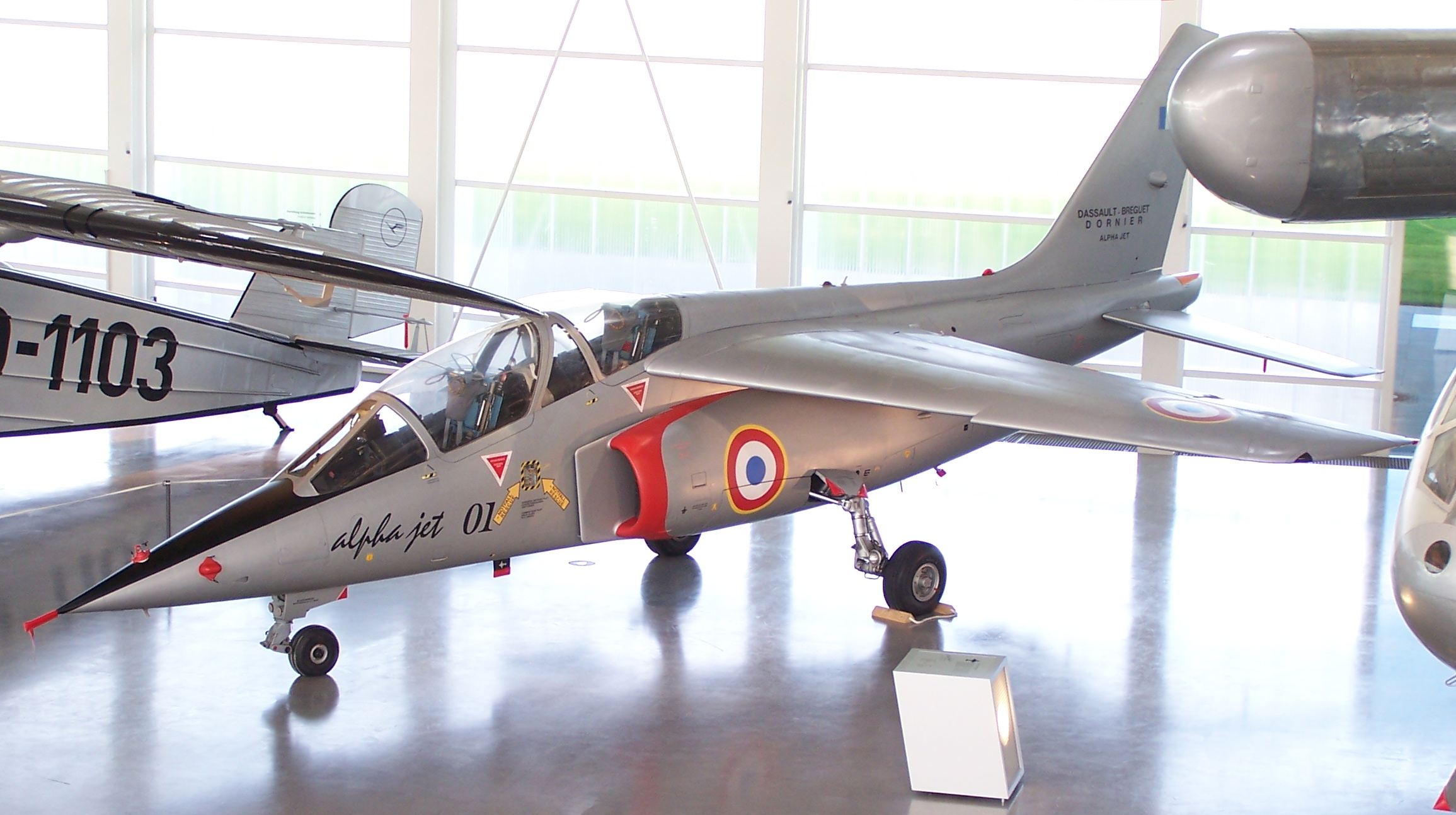
Alpha Jet 01 v Dornier-Museum

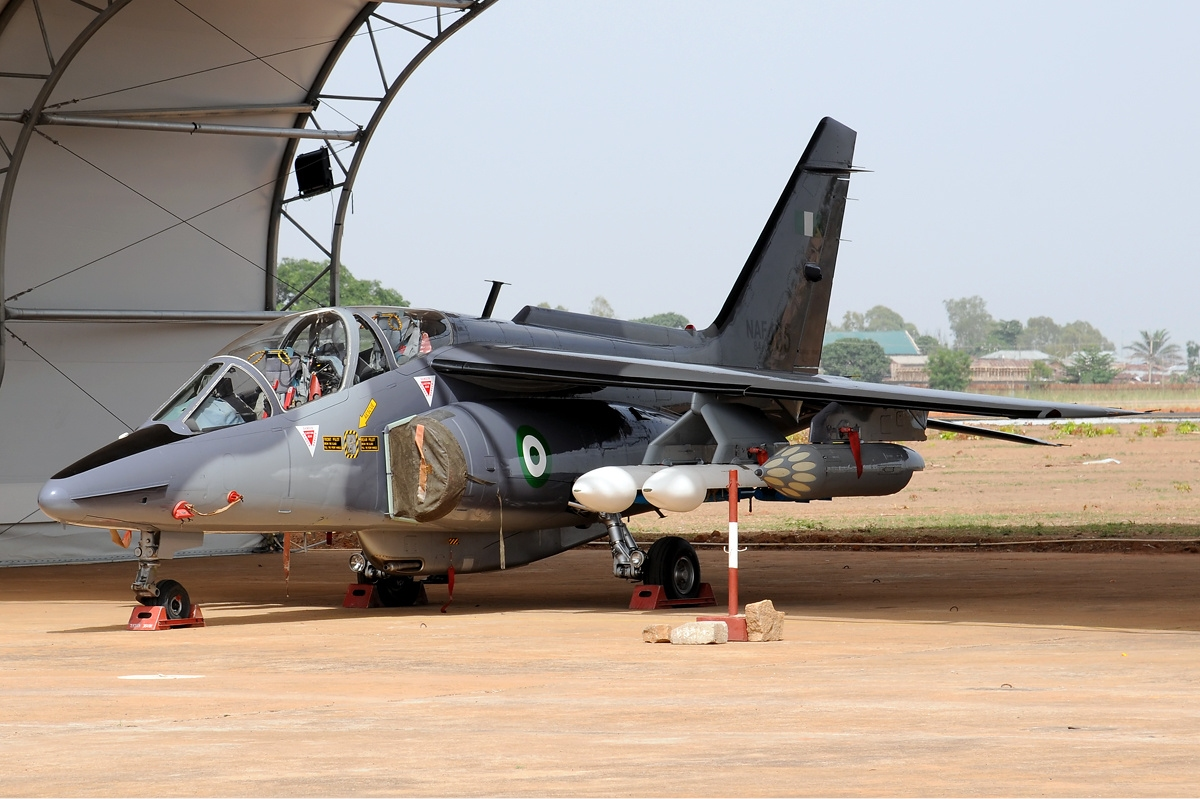
Alpha Jet Nigerijského letectva s podvěšenou výzbrojí

Alpha Jet A
Lehký útočný letoun původně určený pro německou Luftwaffe.
Alpha Jet E
Cvičný letoun původně užívaný francouzskými a belgickými vzdušnými silami. Belgické označení Alpha Jet 1B.
Alpha Jet E+
Verze s modernizovanou elektronikou a avionikou užívaná pod označením Alpha Jet 1B+ Belgickým letectvem.
Alpha Jet MS1
Varianta pro Egyptské vojenské letectvo schopná nasazení v cvičné i útočné roli. Část strojů byla sestavena v Egyptě z dodaných součástí.
Alpha Jet MS2
Vylepšená verze MS1 optimalizovaná pro bojovou roli, s novou avionikou, výkonnějšími motory Larzac 04-C20, skleněným kokpitem Lancier a možností výzbroje střelami Matra R550 Magic.
Alpha Jet 2
Nerealizovaný vývoj Alpha Jetu E, ve variantě optimalizované pro útočnou roli. Původní projekt označen jako Alpha Jet NGAE (Nouvelle Generation Appui/École, útočně-cvičný nové generace). Některé prvky uplatněny u modelu MS2.
Alpha Jet 3
Projekt označovaný také jako Alpha Jet Lancier či Alpha Jet ATS (Advanced Training System, pokročilý cvičný systém) vybavený skleněným kokpitem a modernizovanou avionikou.
Alpha Jet M
Nerealizovaný projekt palubního cvičného letounu pro Aéronavale odvozený z projektu Alpha Jet 3, který měl ve výcviku nahradit letouny Fouga CM.175 Zéphyr a Dassault Étendard IV.
Alpha Jet VTX
Verze založená na variantě Alpha Jet A, která se účastnila soutěže US Navy VTX na palubní cvičný letoun který měl nahradit North American T-2 Buckeye a Douglas TA-4F Skyhawk. Upraven jeden kus.

## Uživatelé
- Belgie
  - Belgické letectvo
- Egypt
  - Egyptské vojenské letectvo
- Francie
  - Francouzské letectvo
- Kamerun
  - Kamerunské letectvo
- Katar
  - Katarské letectvo
- Maroko
  - Marocké královské letectvo
- Německo
  - Luftwaffe (dříve)
- Nigérie
  - Nigerijské letectvo
- Pobřeží slonoviny

Uživatelé Alpha Jetu. Modře současní, červeně bývalí.

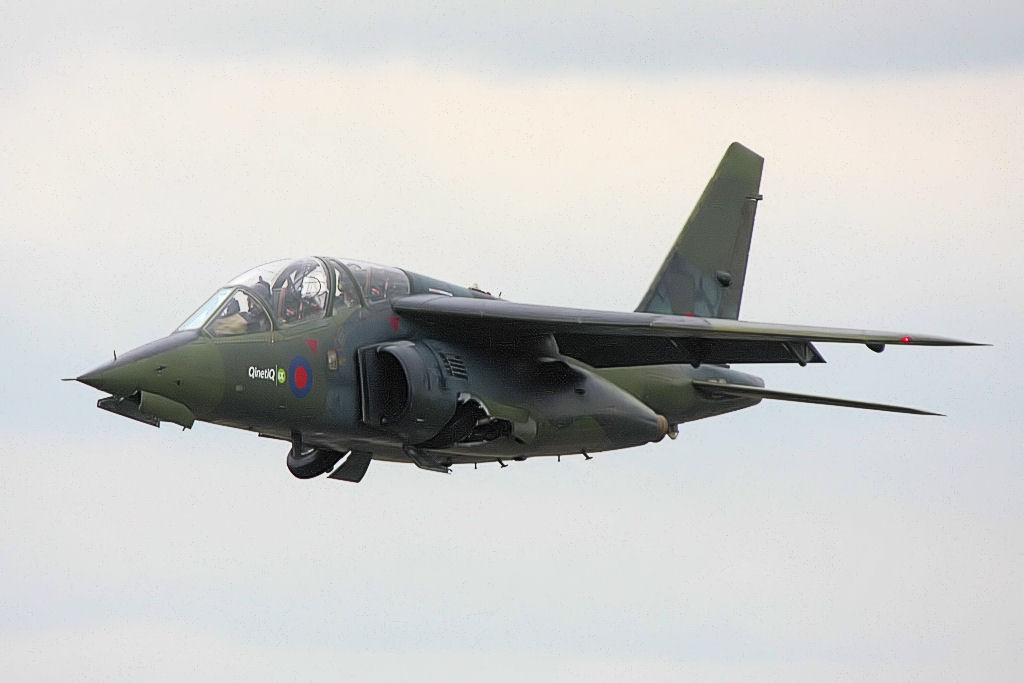
Alpha Jet v roce 2008 na Royal International Air Tattoo (RIAT)

  - Letectvo Pobřeží slonoviny (dříve)
- Portugalsko (dříve)[5]
  - Portugalské letectvo
- Spojené království
  - QinetiQ – šest strojů (Alpha Jet A, dříve Luftwaffe)
- Thajsko
  - Thajské královské letectvo
- Togo
  - Ozbrojené síly Toga

## Specifikace

### Technické údaje
- Posádka: 2
- Délka: 13,23 m[6]
- Rozpětí: 9,11 m
- Výška: 4,19 m
- Nosná plocha : 17,5 m²
- Hmotnost (prázdný): 3 515 kg
- Maximální vzletová hmotnost: 8 000 kg[7]
- Pohonná jednotka: 2 × dvouproudový motor SNECMA Turbomeca Larzac 04-C5 o tahu 13,24 kN

### Výkony
- Maximální rychlost: 1000 km/h (Mach 0,8)
- Bojový rádius: 583 km
- Dostup: 14 630 m
- Stoupavost: 57 m/s

### Výzbroj
- 1x kanón DEFA ráže 30 mm s palebným průměrem 125 nábojů nebo 1x kanón Mauser BK-27 ráže 27 mm
- AIM-9 Sidewinder
- Matra Magic
- 2x raketnice, každá s 18 ks neřízených raket 68 mm SNEB
- AGM-65 Maverick
- Pumy o hmotnosti 250/400 kg